# Избиение святого Стефана (Рембрандт)
«Избиение святого Стефана» — картина, написанная Рембрандтом в 1625 году. Она была приобретена Музеем изобразительных искусств из Лиона в 1844 году и восстановлена в 1965 году. Эта работа вдохновлена мученической смертью святого Стефана, о которой говорится в книге Деяния Апостолов. Этот молодой дьякон в христианской общине Иерусалима был приговорён к смерти побиванием камнями собранием синедриона, великого совета духовных лидеров еврейской общины. На картину повлияло искусство Караваджо и Адама Эльсхаймера.

## Описание
.
Картина изображает момент, когда около двадцати палачей побивают камнями  Стефана, который на коленях произносит свои последние слова, обращённые в небо, в то время как свет падает на него. Свет олицетворяет, то что небеса готовы принять его душу.
Картина разделена на несколько отдельных плоскостей, создающих эффект глубины. Игра яркости и оттенков позволяет взглянуть на различные планы. В первом плане слева стоящий мужчина и наездник находятся в тени, в то время как справа Стефан и его преследователи на свету. Иерусалим изображён на тёмном фоне на заднем плане. Участники собрания Синедриона вывели Стефана из города, чтобы исполнить их приговор в поле зрения римских властей.
Саула Тарсянина, будущего Апостола Павла, можно увидеть сидящим сзади, держащим пальто палачей на коленях. Работа содержит некоторые ошибки, а также неточности. Персонаж позади мученика представляет черты самого художника, который, таким образом, представлял себя в более крупной композиции. По другую сторону от палача Рембрандт также представляет Яна Ливенса и с ним учителя Питера Ластмана из мастерской в Амстердаме, куда он только что прибыл.

## Богословское чтение
По словам Саймона Клод Мимуни, историка религий, Стефан был осуждён за богохульство. Предполагаемое бремя его осуждения исходит из видения справедливости, раскрытого, как сформулировано на Десяти заповедях, дара божественного людям, выбранным через фигуру пророка Моисея, как описано в Ветхом Завете.
В тексте Исхода, согласно переводу Луи Сегонда, «Вы не будете призывать имя Господа, Бога вашего, напрасно, ибо Господь не будет считать его невиновным, который призывает его имя в напрасно». Фигура Стефана, чья защита от Синедриона напоминает положение Сократа, представляет для еврейского совета высокомерие религиозного движения, которое утверждает, что оно ближе к божественному. Первая парусия, которая пришла от Христа в мир людей как сын Божий, демонстрирует обновлённую религиозную позицию и начало нового союза, возвышающего эсхатологическую проблему Спасения. Вопрос об уникальности христианской догмы как мысли о воплощении, чуждом еврейской и эллинской культурам, разработан Мишелем Анри.
Стефан — единственный апостол, который был посмертно канонизирован, но также и первый христианский мученик. Канонизация Стефана перед его осуждением синедрионом, «высшим еврейским законодательным советом» выражает институциональную антиномию, раскрывающую фундаментальные разногласия между первыми двумя монотеизмами.

## Вдохновение

### Живописное вдохновение
Рембрандт принадлежит к голландской школе живописи XVII века. Он является одним из величайших художников голландского золотого века, в течение которого культура, наука, торговля и политическое влияние Голландии достигли своего апогея, а также протестного движения, которое родится у художников. Одной из основных характеристик его работы является использование света и тьмы, техника Тенебризма, вдохновлённая Караваджо, которая легко привлекает внимание игрой скольжения яркости и оттенков. Темы, которыми занимается художник, разнообразны, такие как портрет/автопортрет, а также библейские и исторические сцены. Таким образом, Рембрандт уважает голландский стиль изобразительного искусства, в частности, представляя сцены из повседневной жизни и популярные сцены. Можно вывести сходство между этой работой и работой Адама Эльсхаймера, написанной двадцатью годами ранее.

#### Караваджо
Микеланджело Меризи да Караваджо, на итальянском языке Michelangelo Merisi da Caravaggio или Caravaggio, художник, родился 29 сентября 1571 года в Милане и умер 18 июля 1610 года в Порто-Эрколе. 
Принесение в жертву Исаака (по-итальянски Sacrificio di Isacco) написана около 1597 года и хранится в галерее Уффици во Флоренции (Италия). Хороший пример техники, которую Рембрандт использует в своей работе:
- Игра света и тени, которая разбивает картину на отдельные планы, разграничивая знаки, присутствующие на холсте, чтобы дать ей более широкую перспективу.
- Насилие, которое способно развернуть человека по отношению к другим. В работах Караваджо и Рембрандта мы находим движение, которое сосредоточено на лицах и выражениях.
- Множество чувств, которые пересекают картину и создают впечатление анимации.
- Картина, которая стремится быть реалистичной. Движение отрешённости от католической религии и её символов в работе.